# Herbert Lemmel
Herbert Edmund Lemmel (* 29. Mai 1911 in Pleißa; † 1990) war ein deutscher Jurist und Genealoge.

## Leben
Er studierte Jura in Leipzig und Königsberg (Preußen). Zum 27. November 1935 trat er der SS bei (SS-Nummer 276.576). In Berlin promovierte er 1938 mit einer Dissertation über den rassistischen Rechtshistoriker Ludwig Kuhlenbeck (mit einer Einleitung von Falk Ruttke) und habilitierte sich 1939 bei Reinhard Höhn mit der Schrift „Die Volksgemeinschaft, ihre Erfassung im werdenden Recht“. 1940 wurde er an der Universität Berlin zum Dozenten neuer Ordnung ernannt und lehrte dort „Rassische Grundlegung des Rechts“. Zum 9. November 1942 erreichte er seinen höchsten Rang in der SS als SS-Obersturmführer.
Im Zweiten Weltkrieg war er Hauptmann und kam in russische Gefangenschaft. Nach 1950 war er Handelsrichter in Frankfurt, dann Kaufmann und Fabrikant in Bad Homburg. Später lebte er in Fürth und beschäftigte sich mit Familien- und mittelalterlicher Adelsforschung.

## Schriften (Auswahl)
- Ludwig Kuhlenbeck (weiland Professor für deutsches Recht in Lausanne). Ein Beitrag im Kampf um ein lebensgesetzliches Recht. München 1938, OCLC 299896248.
- Die Volksgemeinschaft, ihre Erfassung im werdenden Recht. Stuttgart 1941, OCLC 1070987437.
- Lampertiner in Ostfranken. Ein Beitrag zur Siedlungsgeschichte Ostfrankens und zur Strukturanalyse seines Uradels. Fulda 1972, ISBN 3-7900-0011-6.
- Die genetische Kontinuität des mittelalterlichen Adels. Dargestellt am Beispiel des mainfränkischen Uradelsgeschlechts des Lampert von Gerolzhofen. Neustadt an der Aisch 1980, ISBN 3-7686-5044-8.